# جیجاق‌های آبی
جیجاق‌های آبی(نام علمی: Cyanocitta) نام یک سرده از تیره کلاغان است.

## گونه‌ها
- C. cristata, جیجاق آبی
- C. stelleri, جیجاق استلر